# Описанный многоугольник

Описанная трапеция

Описанный многоугольник, известный также как тангенциальный многоугольник — это выпуклый многоугольник, который содержит вписанную окружность. Это такая окружность, по отношению к которой каждая сторона описанного многоугольника является касательной. Двойственный многоугольник описанного многоугольника — это многоугольник, который имеет описанную окружность, проходящую через все его вершины.
Все треугольники являются описанными для какой-либо окружности, как и все правильные многоугольники с произвольным числом сторон. Хорошо изученная группа описанных многоугольников — описанные четырёхугольники, куда входят ромбы и дельтоиды.

## Описания
Выпуклый многоугольник имеет вписанную окружность тогда и только тогда, когда все внутренние биссектрисы его углов конкурентны (пересекаются в одной точке) и эта общая точка пересечения является центром вписанной окружности.
Описанный многоугольник с n последовательными сторонами {\displaystyle a_{1},\dots ,a_{n}} существует тогда и только тогда, когда система уравнений
{\displaystyle x_{1}+x_{2}=a_{1},\quad x_{2}+x_{3}=a_{2},\quad \ldots ,\quad x_{n}+x_{1}=a_{n}}
имеет решение {\displaystyle (x_{1},\dots ,x_{n})} в положительных вещественных числах . Если такое решение существует, то {\displaystyle x_{1},\dots ,x_{n}} являются касательными длинами многоугольника (длинами от вершины до точки касания на стороне).

## Единственность и неединственность
Если число сторон n нечётно, то для любого заданного набора длин сторон {\displaystyle a_{1},\dots ,a_{n}}, удовлетворяющих критерию выше, существует только один описанный многоугольник. Но если n чётно, существует их бесконечное число. Например, в случае четырёхугольника, когда все стороны равны, мы будем иметь ромб с любой величиной острого угла и все эти ромбы будут описаны вокруг какой-либо окружности.

## Радиус вписанной окружности
Если длины сторон описанного многоугольника равны {\displaystyle a_{1},\dots ,a_{n}}, то радиус вписанной окружности равен.
{\displaystyle r={\frac {K}{s}}={\frac {2K}{\sum _{i=1}^{n}a_{i}}}}
где K — площадь многоугольника, а s — его полупериметр. (Поскольку все треугольники имеют вписанную окружность, эта формула применима ко всем треугольникам.)

## Другие свойства
- Для описанного многоугольника с нечётным числом сторон все стороны равны тогда и только тогда, когда углы равны (многоугольник правильный). Описанный многоугольник с чётным числом сторон имеет все стороны равными тогда и только тогда, когда чередующиеся углы равны.
- В описанном многоугольнике с чётным числом сторон сумма длин нечётных сторон равна сумме длин чётных сторон[2].
- Описанный многоугольник имеет бо́льшую площадь, чем любой другой многоугольник с тем же периметром и теми же внутренними углами в той же последовательности[5][6].
- Барицентр любого описанного многоугольника, барицентр его точек границы и центр вписанной окружности коллинеарны и барицентр многоугольника находится между двумя другими указанными центрами и вдвое дальше от центра вписанной окружности, чем от барицентра границы[7].

## Описанный треугольник
Все треугольники имеют некоторую вписанную окружность. Треугольник называется тангенциальным треугольником рассматриваемого треугольника, если все касания тангенциального треугольника окружности также являются вершинами рассматриваемого треугольника.

## Описанный шестиугольник

Конкурентные главные диагонали

- В описанном шестиугольнике ABCDEF главные диагонали AD, BE и CF конкурентны[англ.] согласно теореме Брианшона.